# Райбаев, Заурбек Мулдагалиевич
Заурбек Мулдагалиевич Райбаев (13 февраля 1932 — 1 ноября 2011) — советский и казахстанский артист балета, балетмейстер, педагог. Народный артист Казахской ССР (1982), Заслуженный артист Казахской ССР (1958), Заслуженный деятель искусств Казахской ССР (1967).

## Биография
Родился в Алма-Ате 13 февраля 1932 года. Отец дал ему имя Заурбек в честь своего друга, с которым он служил в Закавказье.
Семья: Отец Заурбека — кадровый офицер Советской Армии Мулдагали Райбаев, уроженец Акмолинской губернии, член ВКП(б), в 30-х годах участвовал в операциях по ликвидации басмачества и выполнял особые поручения партии и правительства. Мама Заурбека Сулейманова Турсун осталась вдовой после гибели мужа, добровольцем ушедшем на фронт в 1941 году.
В 1946—1952 годах учился в Алма-Атинском хореографическом училище (педагог А. В. Селезнёв). В 1952—1954 годах проходил обучение в классе усовершенствования Ленинградского (ныне Санкт-Петербургского) хореографического училища (педагоги И. Д. Бельский, А. А. Писарев, А. И. Пушкин, А. И. Бочаров). В 1954—1958 годах был солистом Казахского государственного академического театра оперы и балета им. Абая.
С 1955 года преподавал в Алма-Атинском хореографическом училище. В 1958 году принял участие в Декаде казахского искусства и литературы в Москве, где имел большой успех. В 1958—1962 годах учился на балетмейстерском факультете ГИТИСа (класс Л. М. Лавровского). С 1962 года балетмейстер Казахского государственного академического театра оперы и балета им. Абая. В 1967—1969 годах, в 1972—1986 годах и с 1992 года — главный балетмейстер ГАТОБ им. Абая.
В 1972—1974 годах, в 1976—1978 годах, в 1986—1992 годах совмещая работу с ГАТОБ им. Абая, работал художественным руководителем, главным балетмейстером и директором Государственного ансамбля песни и танца Казахской ССР. Поставил несколько программ танцев Народов СССР. Затем Указом Совета Министров Казахской ССР Ансамбль песни и танцев был преобразован в Государственный ансамбль танца «Салтанат» Республики Казахстан под руководством З. М. Райбаева.
С 1995 г. Заурбек Мулдагалиевич работал преподавателем кафедры «Режиссуры и хореографии» в Казахской Государственной академии искусств им. Жургенева. За время работы в академии искусств осуществил выпуск трех групп с квалификацией «Режиссер-балетмейстер».
В репертуаре Райбаева партии Базиля («Дон Кихот» Л. Минкуса), Зигфрида и Дезире («Лебединое озеро» и «Спящая красавица» П. Чайковского), Шурале («Шурале» Ф. Яруллина), Евгения («Медный всадник» Р. Глиэра), Вацлава и Нурали («Бахчисарайский фонтан» Б. Асафьева), Сабыра («Дорогой дружбы» Н. Тлендиева, Л. Степанова, Е. Манаева). Поставил балеты: «Болеро» М. Равеля, «Шопениана» Ф. Шопена (1962), «Франческа да Римини» П. Чайковского (1962), «Легенда о белой птице» Г. Жубановой (1964, совместно с Д. Абировым), «Чин-Томур» К. Кужамьярова (1968), «Ромео и Джульетта» С. Прокофьева (1972), «Спартак» А. Хачатуряна (1974), «Раймонда» А. Глазунова (1984) и другие.
По утверждению балетоведа Л. П. Сарыновой, Райбаев «дает волю своей балетмейстерской фантазии, которая проявляется, прежде всего, в сфере условного, но неисчерпаемого по своим выразительным возможностям классического танца».
С 2004 года на пенсии. После продолжительной болезни 1 ноября 2011 года ушел из жизни.

## Награды и премии
- Орден «Курмет»[7] (2001)

- Государственная премия Казахской ССР (1986)[7]

- Народный артист Казахской ССР (1982)[1]
- Заслуженный деятель искусств Казахской ССР (1967)[1]
- Орден «Знак Почёта» (1959) — за выдающиеся заслуги в развитии казахского искусства и литературы и в связи с декадой казахского искусства и литературы в гор. Москве[1]
- Заслуженный артист Казахской ССР (1958)[1]
- Лауреат Всесоюзного конкурса артистов балета (1958)[1]
- Лауреат Всесоюзного конкурса артистов балета (1957)[1]